# French Films
French Films är ett indierockband från Helsingfors, Finland, som grundades 2010. De har bland annat uppmärksammats av Pitchfork Media och framträtt på Popadelica 2011. Debutalbumet Imaginary Future släpptes i september 2011. Under 2012 har bandet turnerat och spelat på bland annat Hultsfredsfestivalen och Roskildefestivalen.
Sångtexterna handlar ofta om kärlek och förlorad ungdom.

## Bandmedlemmar
- Johannes - sång, gitarr
- Joni - sång, gitarr
- Tuomas - bas
- Santtu - keyboard, gitarr, slagverk
- Antti - trummor[4]

## Diskografi

### Studioalbum
- Imaginary Future (2011)

### EP-skivor
- Golden Sea (2010)

### Singlar
- Golden Sea (2010)